# Cardwell, Missouri
Cardwell är en ort i Dunklin County i Missouri. Vid 2010 års folkräkning hade Cardwell 713 invånare.